# Herpelmont
Herpelmont ([ɛʁpelmɔ̃], en vosgien de la montagne [ɛʁpɛlmo]) est une commune française située dans le département des Vosges, en région Grand Est.

## Géographie
Herpelmont est une commune rurale sur la rive gauche de la Vologne au sud-est de Bruyères. Son territoire étiré vers l'ubac porte des forêts de résineux.

### Géologie et relief
La commune se compose de 174,13 hectares de territoires agricoles (30,71 %) et 392,86 hectares de forêts et milieux semi-naturels (69,29 %).
Espaces naturels :
- Un espace protégé Natura 2000 :

Massif vosgien.
- Deux zones naturelles d'intérêt écologique, faunistique et floristique (Znieff) :

Massif vosgien.
Ruisseaux Le Barba, la Hutte, les Spaxe et affluents au nord et ouest du Tholy.

### Hydrographie et les eaux souterraines
Hydrogéologie et climatologie : Système d’information pour la gestion des eaux souterraines du bassin Rhin-Meuse :
Territoire communal : Occupation du sol (Corinne Land Cover); Cours d'eau (BD Carthage),
Géologie : Carte géologique; Coupes géologiques et techniques,
 Hydrogéologie : Masses d'eau souterraine; BD Lisa; Cartes piézométriques.
La commune est située dans le bassin versant du Rhin au sein du bassin Rhin-Meuse. Elle est drainée par la Vologne, le ruisseau de Herpelmont et le ruisseau de la Grande Carre,.
La Vologne prend sa source à plus de 1 240 mètres d'altitude, sur le domaine du jardin d'altitude du Haut-Chitelet, entre le Hohneck et le col de la Schlucht, et se jette dans la Moselle à Jarménil, à 358 m d'altitude.

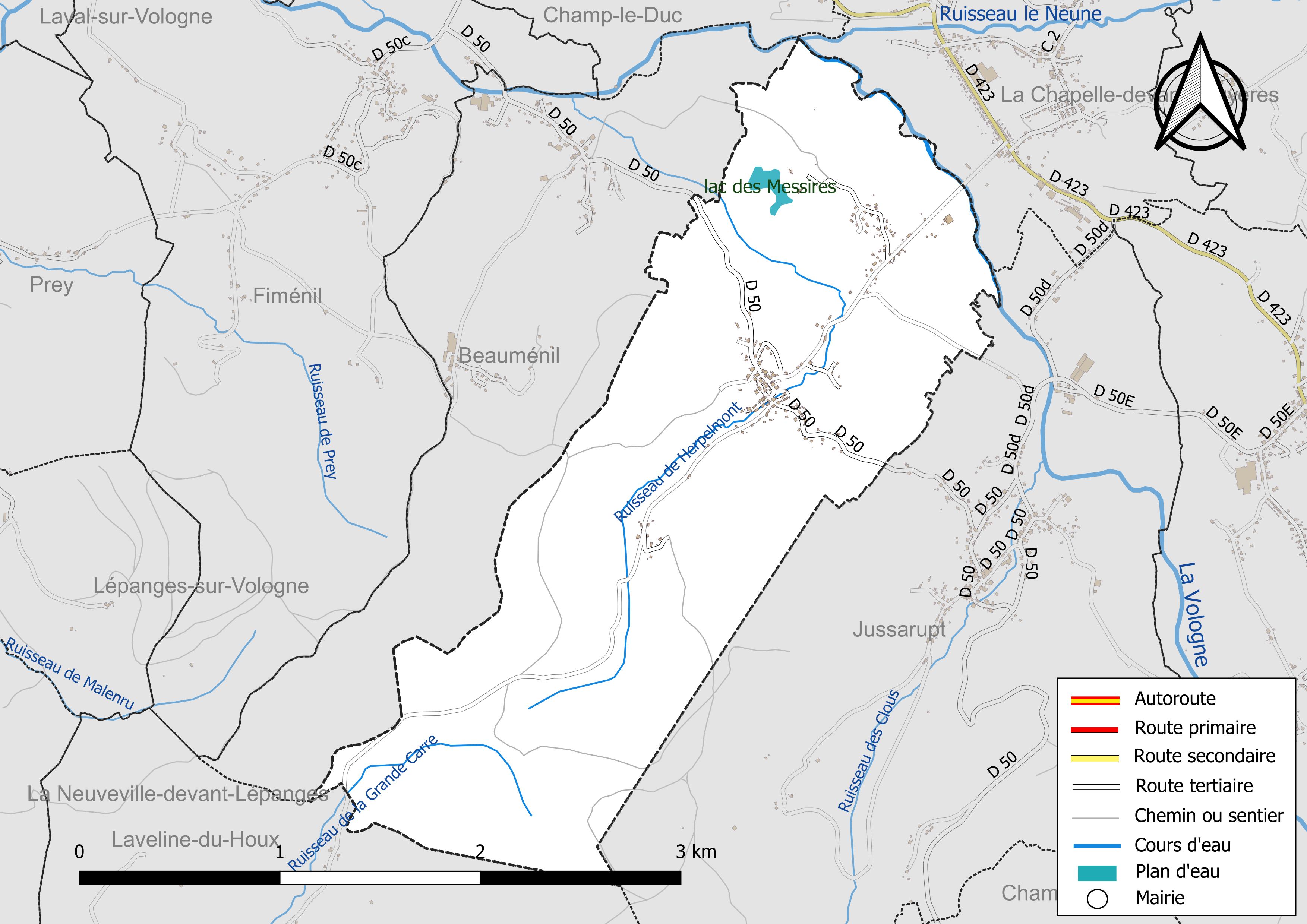
Réseaux hydrographique et routier d'Herpelmont.

La qualité des eaux de baignade et des cours d’eau peut être consultée sur un site dédié géré par les agences de l’eau et l’Agence française pour la biodiversité.

### Climat
Pour des articles plus généraux, voir Climat du Grand Est et Climat des Vosges.
En 2010, le climat de la commune est de type climat de montagne, selon une étude du Centre national de la recherche scientifique s'appuyant sur une série de données couvrant la période 1971-2000. En 2020, Météo-France publie une typologie des climats de la France métropolitaine dans laquelle la commune est exposée à un climat semi-continental et est dans la région climatique  Vosges, caractérisée par une pluviométrie très élevée (1 500 à 2 000 mm/an) en toutes saisons et un hiver rude (moins de 1 °C). 
Pour la période 1971-2000, la température annuelle moyenne est de 9 °C, avec une amplitude thermique annuelle de 16,8 °C. Le cumul annuel moyen de précipitations est de 1 411 mm, avec 13,9 jours de précipitations en janvier et 11,1 jours en juillet. Pour la période 1991-2020, la température moyenne annuelle observée sur la station météorologique de Météo-France la plus proche, « Le Roulier_sapc », sur la commune du Roulier à 9 km à vol d'oiseau, est de 10,2 °C et le cumul annuel moyen de précipitations est de 1 000,2 mm. 
La température maximale relevée sur cette station est de 38,1 °C, atteinte le 25 juillet 2019 ; la température minimale est de −18,3 °C, atteinte le 20 décembre 2009,,. 
Les paramètres climatiques de la commune ont été estimés pour le milieu du siècle (2041-2070) selon différents scénarios d'émission de gaz à effet de serre à partir des nouvelles projections climatiques de référence DRIAS-2020. Ils sont consultables sur un site dédié publié par Météo-France en novembre 2022.

## Urbanisme

### Typologie
Au 1er janvier 2024, Herpelmont est catégorisée commune rurale à habitat dispersé, selon la nouvelle grille communale de densité à sept niveaux définie par l'Insee en 2022.
Elle est située hors unité urbaine et hors attraction des villes,.

### Occupation des sols
L'occupation des sols de la commune, telle qu'elle ressort de la base de données européenne d’occupation biophysique des sols Corine Land Cover (CLC), est marquée par l'importance des forêts et milieux semi-naturels (69,4 % en 2018), une proportion identique à celle de 1990 (69,4 %). La répartition détaillée en 2018 est la suivante : 
forêts (69,4 %), prairies (28,4 %), terres arables (1,4 %), zones agricoles hétérogènes (0,8 %). L'évolution de l’occupation des sols de la commune et de ses infrastructures peut être observée sur les différentes représentations cartographiques du territoire : la carte de Cassini (XVIIIe siècle), la carte d'état-major (1820-1866) et les cartes ou photos aériennes de l'IGN pour la période actuelle (1950 à aujourd'hui).

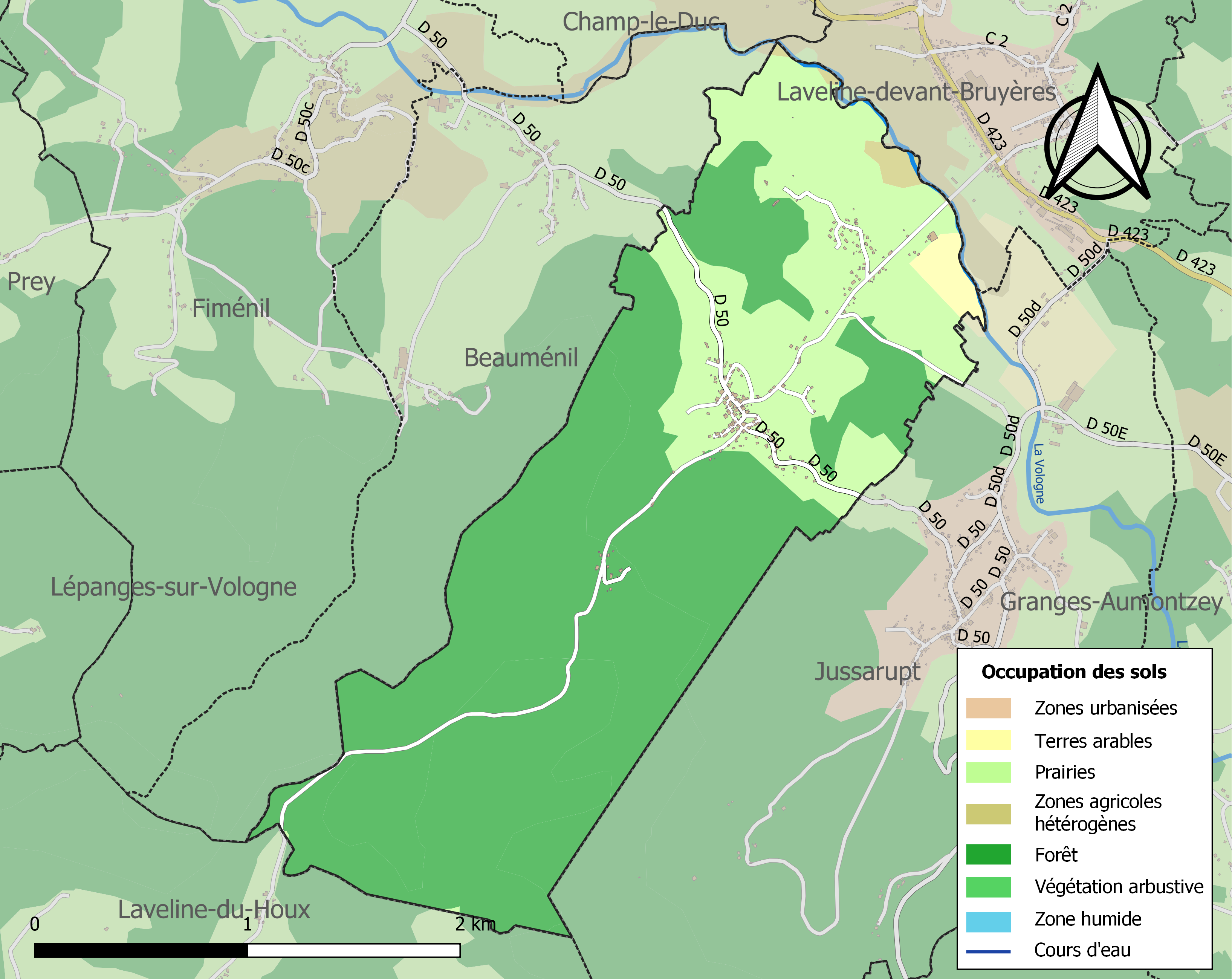
Carte des infrastructures et de l'occupation des sols de la commune en 2018 (CLC).

### Voies de communications et transports

#### Voies routières
- A31 (aussi appelée autoroute de Lorraine-Bourgogne). Vittel > Échangeur Bulgnéville[20].
- A35, aussi appelée autoroute des cigognes ou l'Alsacienne. Sortie Colmar[21]

#### Transports en commun

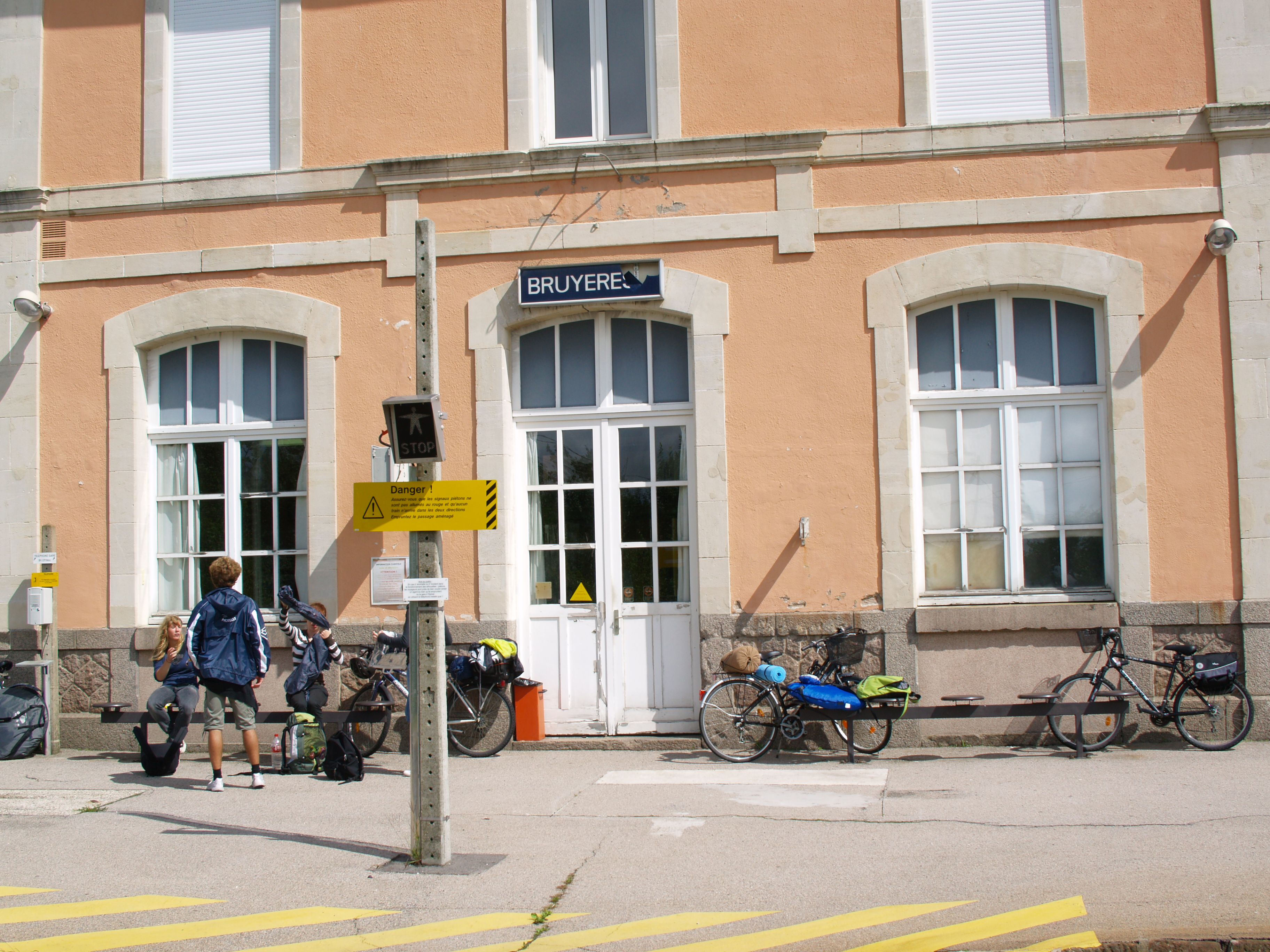
Gare de Bruyères.

- Fluo Grand Est.

#### Lignes SNCF
- Gare de Bruyères.

#### Transports aériens
- L'Aéroport d'Épinal-Mirecourt « Vosges Aéroport ».

À partir de l'été 2021, l’aéroport d’Épinal-Mirecourt est devenu le "pélicandrome" de la Zone Est et servira ainsi de base de ravitaillement et d’intervention pour les avions bombardiers d’eau connus sous le nom de Dash 8.
- Aéroport de Colmar - Houssen.

## Toponymie
Le nom de la localité est attesté sous les formes Herpelmont (1333) ; Herpemont (1345) ; De Herpemonte (1434) ; ? Herbeymont (1462) ; Harpelmont (1580) ; Hapelmont (1594) ; Herpellemont (1737).

## Histoire
Le nom du village, Herpelmont, est attesté dès 1333. La seigneurie d’Herpelmont appartenait au Duché de Lorraine et dépendait du bailliage de Bruyères depuis 1751. 
Au spirituel, la commune dépendait de la paroisse de Jussarupt, annexe de Champ, doyenné d’Épinal. Jussarupt est érigé en succursale, avec Aumontzey et Herpelmont pour annexes, après la Révolution, par la première circonscription de l’an XII. 

## Politique et administration

### Découpage territorial
Par arrêté préfectoral du 15 septembre 2023, la commune est retirée le 1er janvier 2024 de l'arrondissement d'Épinal et rattachée à l'arrondissement de Saint-Dié-des-Vosges.

### Liste des maires
| Période                                  | Période   | Identité                    | Étiquette | Qualité                         |
| ---------------------------------------- | --------- | --------------------------- | --------- | ------------------------------- |
| Les données manquantes sont à compléter. |           |                             |           |                                 |
|                                          | mars 1971 | René Baradel                |           |                                 |
| mars 1971                                | mars 1989 | René Lemarquis (1932-2010)  |           |                                 |
| mars 1989                                | 1997      | Henri Poumarède (1936-2019) |           | Professeur des écoles           |
| 1997                                     | 2020      | Régis Demenge               |           | Cadre hospitalier               |
| 2020                                     | En cours  | Raphaël Mangin              |           | Contremaître, agent de maîtrise |

### Budget et fiscalité 2023

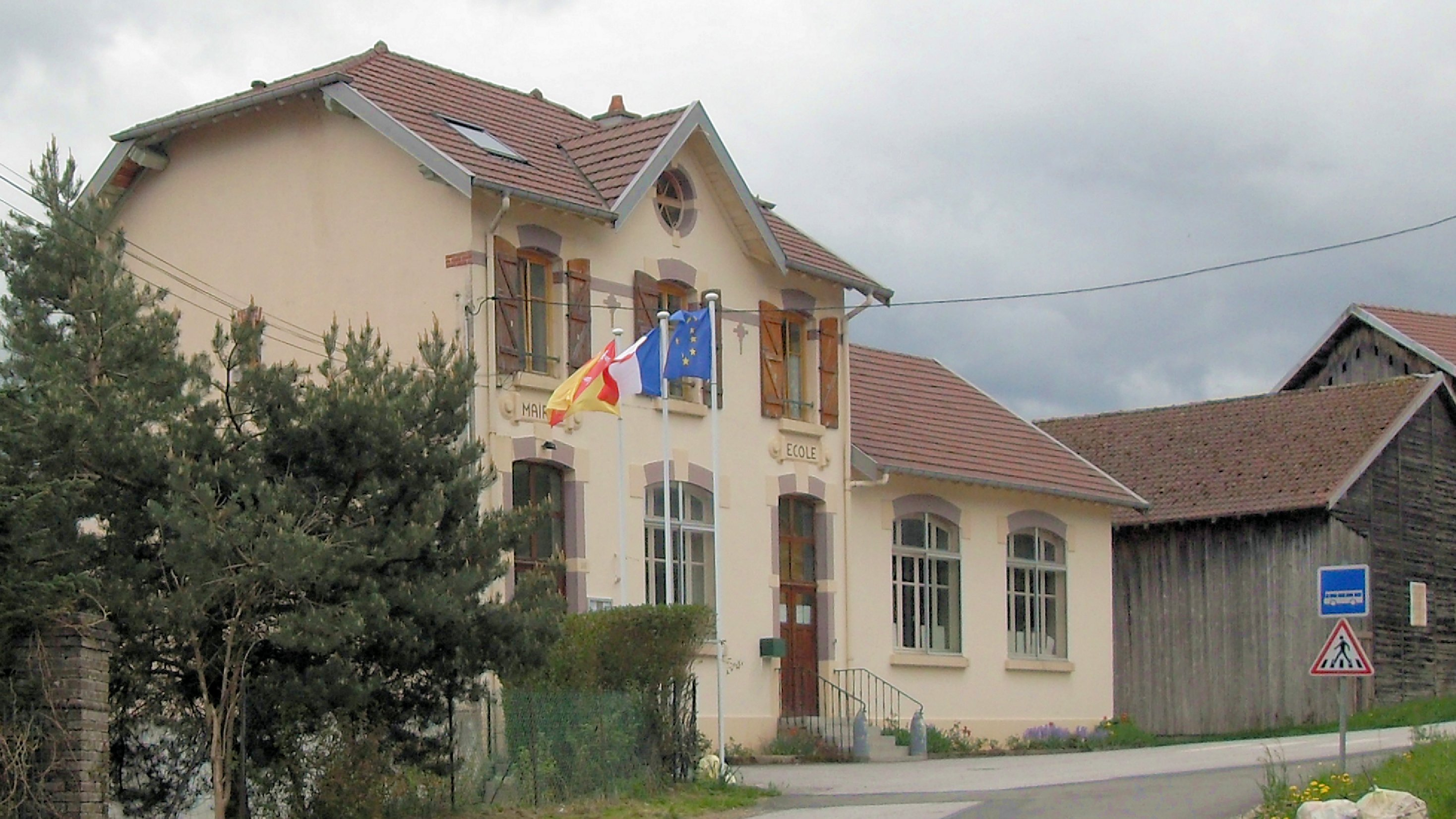
La mairie-école.

En 2023, le budget de la commune était constitué ainsi :
- total des produits de fonctionnement : 236 000 €, soit 848 € par habitant ;
- total des charges de fonctionnement : 197 000 €, soit 706 € par habitant ;
- total des ressources d'investissement : 23 000 €, soit 82 € par habitant ;
- total des emplois d'investissement : 72 000 €, soit 260 € par habitant ;
- endettement : 1 000 €, soit 5 € par habitant.

Avec les taux de fiscalité suivants :
- taxe d'habitation : 19,80 % ;
- taxe foncière sur les propriétés bâties : 37,90 % ;
- taxe foncière sur les propriétés non bâties : 24,84 % ;
- taxe additionnelle à la taxe foncière sur les propriétés non bâties : 0,00 % ;
- cotisation foncière des entreprises : 0,00 %.

Chiffres clés Revenus et pauvreté des ménages en 2021 : médiane en 2021 du revenu disponible, par unité de consommation : 19 200 €.

## Population et société

### Démographie

#### Évolution démographique
L'évolution du nombre d'habitants est connue à travers les recensements de la population effectués dans la commune depuis 1793. Pour les communes de moins de 10 000 habitants, une enquête de recensement portant sur toute la population est réalisée tous les cinq ans, les populations de référence des années intermédiaires étant quant à elles estimées par interpolation ou extrapolation. Pour la commune, le premier recensement exhaustif entrant dans le cadre du nouveau dispositif a été réalisé en 2008.

En 2022, la commune comptait 268 habitants, en évolution de −4,63 % par rapport à 2016 (Vosges : −2,96 %, France hors Mayotte : +2,11 %).
| 1793 | 1800 | 1806 | 1821 | 1831 | 1836 | 1841 | 1846 | 1856 |
| ---- | ---- | ---- | ---- | ---- | ---- | ---- | ---- | ---- |
| 233  | 258  | 286  | 345  | 380  | 402  | 383  | 387  | 362  |

| 1861 | 1866 | 1876 | 1881 | 1886 | 1891 | 1896 | 1901 | 1906 |
| ---- | ---- | ---- | ---- | ---- | ---- | ---- | ---- | ---- |
| 371  | 371  | 360  | 343  | 335  | 305  | 300  | 286  | 294  |

| 1911 | 1921 | 1926 | 1931 | 1936 | 1946 | 1954 | 1962 | 1968 |
| ---- | ---- | ---- | ---- | ---- | ---- | ---- | ---- | ---- |
| 335  | 309  | 264  | 252  | 249  | 186  | 207  | 242  | 223  |

| 1975 | 1982 | 1990 | 1999 | 2006 | 2008 | 2013 | 2018 | 2022 |
| ---- | ---- | ---- | ---- | ---- | ---- | ---- | ---- | ---- |
| 227  | 280  | 263  | 218  | 234  | 239  | 271  | 283  | 268  |

### Enseignement
Établissements d'enseignements :
- Écoles maternelles et primaires à Laveline-devant-Bruyères, Champ-le-Duc, Laval-sur-Vologne, Granges-Aumontzey, Rehaupal, La Chapelle-devant-Bruyères.
- Collèges à Bruyères, Le Tholy, Corcieux, Éloyes.
- Lycées à Bruyères, La Baffe, Gérardmer.

### Santé
Professionnels et établissements de santé :
- Médecins à Laveline-devant-Bruyères, Bruyères, Granges-sur-Vologne, Brouvelieures, Grandvillers, Docelles, Le Tholy.
- Pharmacies à Bruyères, Granges-sur-Vologne, Docelles, Le Tholy, Éloyes, Pouxeux, Saint-Amé.
- Hôpitaux à Bruyères, Gerbépal, Gérardmer, Fraize.
- Le Centre hospitalier Beatrix de Lorraine.

### Cultes
- Culte catholique, Paroisse Notre-Dame-de-la-Corbeline[36], Diocèse de Saint-Dié.

## Économie

### Entreprises et commerces

#### Agriculture
- Culture de légumes, de melons, de racines et de tubercules.
- Élevage d'autres bovins et de buffles.
- Exploitation forestière.

#### Tourisme
- Hébergements et restauration à Jussarupt, Aumontzey, Champ-le-Duc, Granges-sur-Vologne.

#### Commerces
- Commerces et services de proximité[37].

## Culture locale et patrimoine

### Lieux et monuments
La commune a la particularité de ne pas avoir d'église.
- Patrimoine rural recensé par le service régional de l'Inventaire général du patrimoine culturel :

Fermes du début de XIXe siècle.
- Lac des Messires (5 hectares) : pêche, canotage, camping[39].
- Cimetière[40].
- Monument aux morts[41],[42],[43].

### Personnalités liées à la commune
- Médaillés de Sainte-Hélène[44].

### Héraldique, logotype et devise
Commune sans blason.

## Pour approfondir